# Invictus Gaming
Invictus Gaming ist ein chinesisches E-Sport-Team. Es wurde 2011 gegründet und ist vor allem durch seine international erfolgreichen Teams in den E-Sport-Disziplinen Dota 2 und League of Legends bekannt. Darüber hinaus ist das Team auch in StarCraft II, CrossFire und Hearthstone aktiv.

## Geschichte
Besitzer von Invictus Gaming (kurz iG) ist Wang Sicong, Sohn des chinesischen Multimilliardärs Wang Jianlin. Er kaufte im August 2011 die chinesische E-Sport-Organisation Catastrophic Cruel Memory (CCM) für einen Rekord-Betrag von 40 Millionen Yuan (umgerechnet 6,2 Millionen Dollar) und benannte sie in Invictus Gaming um.
Beim wenige Wochen nach der Akquisition stattfindenden Turnier The International 2011, dem ersten Dota-2-Turnier mit einem Gesamtpreisgeld von 1,6 Millionen Dollar, erreichte das Team einen geteilten fünften Platz.
Ein Jahr darauf gewann iG in Dota 2 nicht nur die zweite Auflage des The International und somit den Hauptpreis von einer Million Dollar, sondern auch die World Cyber Games (WCG) in Dota 2 und dem First-Person-Shooter CrossFire. Das League-of-Legends-Team von Invictus gewann die nationale Qualifikation für die Season 2 World Championship, schied dort im Viertelfinale aus und fuhr mit einem Preisgeld von 75.000 Dollar heim.
2013 blieben sowohl für das Dota- als auch für das LoL-Team die ganz großen Erfolge aus. Während sich das League-of-Legends-Team nicht mal für die Weltmeisterschaft qualifizierte, erreichte das Dota-Team beim dritten The International den geteilten fünften Platz und somit ein Preisgeld von etwas mehr als 100.000 Dollar.
2014 belegte das Dota-2-Team von iG den mit ca. 81.000 Dollar dotierten ersten Platz beim ESL-One-Turnier in der Frankfurter Commerzbank-Arena. Darüber berichteten auch deutschsprachige Massenmedien wie Bild.de oder kicker.de. Beim wenig später stattfindenden The International 4, dem bis dato mit großem Abstand höchstdotierten E-Sport-Turnier überhaupt, belegte das Team den geteilten siebten Platz und gewann somit über 500.000 $.
Im November 2018 entschied das LoL-Team der Organisation in einem 3:0-Sieg gegen Titelfavoriten Fnatic das Finale der Season 8 World Championship für sich. Damit ist iG die erste Organisation die Championship-Titel in gleich 2 MOBA's vorweisen kann. Der Sieg bei den Worlds 2018 brachte dem Team über 2.400.000 $ ein.
Bei The International 10 erreichte das Dota-2-Team den vierten Platz und erspielte ebenfalls mehr als 2.400.000 US-Dollar Preisgeld.

## Spieler

### Dota 2

#### Spieler im April 2021
- Jin „flyfly“ Zhiyi
- Zhou „Emo“ Yi
- Thiay „JT-“ Jun Wen
- Pan „Fade“ Yi
- Chan „Oli“ Chon Kien

### League of Legends

#### Ehemalige Spieler (Auswahl)
- Lee „Duke“ Ho-seong (Dez. 2016 – Jan. 2020, Top)
- Kang „TheShy“ Seung-lok (Mai 2017 – Nov. 2021, Top)
- Gao „Ning“ Zhen-Ning (Mai 2017 – Dez. 2021, Jungle)
- Song „RooKie“ Eui-jin (Dez. 2014 – Dez. 2021, Mid)
- Yu „Jackeylove“ Wen-Bo (Mai 2017 – Nov. 2019, ADC)
- Wang „Baolan“ Liu-Yi (Dez. 2017 – Nov. 2018, Support)
- Chen „West“ Long (Mai 2017 – Dez 2019, Support)
- Li-Tan „Lucas“ Pan-Ao (Mai 2019 – Jun 2019, Support)

(Quelle:)

#### Aktuelles Line-Up
(Stand Jan. 2025)
| Name                    | Position |
| ----------------------- | -------- |
| Kang „TheShy“ Seung-lok | Top Lane |
| Zhao „Jiejie“ Li-Jie    | Jungle   |
| Song „Rookie“ Eui-jin   | Mid Lane |
| Chen „GALA“ Wei         | AD-Carry |
| Tian „Meiko“ Ye         | Support  |

### StarCraft 2
aktive Spieler (Auswahl)
- Lei „XiGua“ Wang (Zerg, seit 2011)
- Xiang „MacSed“ Hu (Protoss, seit 2011)
- Jinhui „Jim“ Cao (Protoss, seit 2011)

## Erfolge (Auswahl)

### Dota 2
| Datum     | Platz | Turnier                             | Preisgeld                 |
| --------- | ----- | ----------------------------------- | ------------------------- |
| Aug. 2011 | 5./6. | The International 2011              | 035.000 $                 |
| Sep. 2012 | 1.    | The International 2012              | 1.000.000 $               |
| Dez. 2012 | 1.    | World Cyber Games 2012              | 020.000 $                 |
| März 2013 | 1.    | G-League Season 2                   | 0~32.500 $ (200.000 ¥)    |
| Aug. 2013 | 5./6. | The International 2013              | 0114.975 $                |
| Jan. 2014 | 2.    | WPC ACE Dota 2 League               | 0~49.000 $ (300.000 ¥)    |
| Jan. 2014 | 1.    | Red Bull ECL                        | 0~16.300 $ (100.000 ¥)    |
| Juni 2014 | 1.    | World E-Sports Professional Classic | 0~163.000 $ (1.000.000 ¥) |
| Juni 2014 | 1.    | ESL One Frankfurt                   | 080.900 $                 |
| Juli 2014 | 7./8. | The International 2014              | 0516.825 $                |
| Okt. 2014 | 3.–4. | i-League                            | 019.301 $                 |
| Apr. 2017 | 1.    | Dota 2 Asia Championship 2017       | 0244.798 $                |
| Apr. 2017 | 3.–4. | The Kiev Major 2017                 | 0250.000 $                |
| Aug. 2017 | 5.–6. | The International 2017              | 1.110.956 $               |
| Nov. 2019 | 3.    | MLD Chengdu Major                   | 0110.000 $                |
| Apr. 2021 | 1.    | ONE Esports Singapore Major 2021    | 0200.000 $                |
| Okt. 2021 | 4.    | The International 10                | 2.401.100 $               |

### League of Legends
| Datum     | Platz   | Turnier                                    | Preisgeld                |
| --------- | ------- | ------------------------------------------ | ------------------------ |
| Okt. 2012 | 5.–8.   | Riot Season 2 World Championship           | 075.000 $                |
| Apr. 2013 | 1.      | GIGABYTE StarsWar League Season 2          | ~24.500 $ (150.000 ¥)    |
| Juni 2013 | 3.      | LoL Pro League Spring 2013                 | ~32.500 $ (200.000 ¥)    |
| Juli 2013 | 2.      | Intel Extreme Masters Season VIII Shanghai | 08.000 $                 |
| Dez. 2013 | 1.      | Intel Extreme Masters Season VIII Singapur | 025.000 $                |
| Jan. 2014 | 1.      | Demacia Cup Season 1                       | ~16.000 $ (100.000 ¥)    |
| Mai 2014  | 2.      | LoL Pro League Spring 2014                 | ~48.300 $ (300.000 ¥)    |
| Aug. 2014 | 6.      | LoL Pro League Summer 2014                 | ~16.100 $ (100.000 ¥)    |
| März 2015 | 2.      | Demacia Cup 2015                           | ~16.100 $ (100.000 ¥)    |
| Okt. 2015 | 14.–16. | Riot Season 2015 World Championship        | 025.000 $                |
| Nov. 2018 | 1.      | Riot Season 2018 World Championship        | 2.418.750 $              |
| Apr. 2019 | 1.      | LoL Pro League Spring 2019                 | ~223.200 $ (1.500.000 ¥) |

### StarCraft 2
- XiGua:
  - 2. Platz World Cyber Games 2011 – 5000 $
- MacSed:
  - 3. Platz World Cyber Games 2012 – 5000 $
- Jim:
  - 4. Platz World Cyber Games 2013 – 0 $
  - 3./4. Platz IEM Shenzhen 2014 – 2000 $

### CrossFire
- 1. Platz World Cyber Games 2012 – 25.000 $